# Castello Sarriod de la Tour
Il castello Sarriod de La Tour è un maniero medievale valdostano che sorge nel comune di Saint-Pierre, nella zona pianeggiante coltivata a frutteto che costeggia la Dora Baltea e la SS26, dalla parte opposta del borgo rispetto al più famoso castello di Saint-Pierre.

## Storia

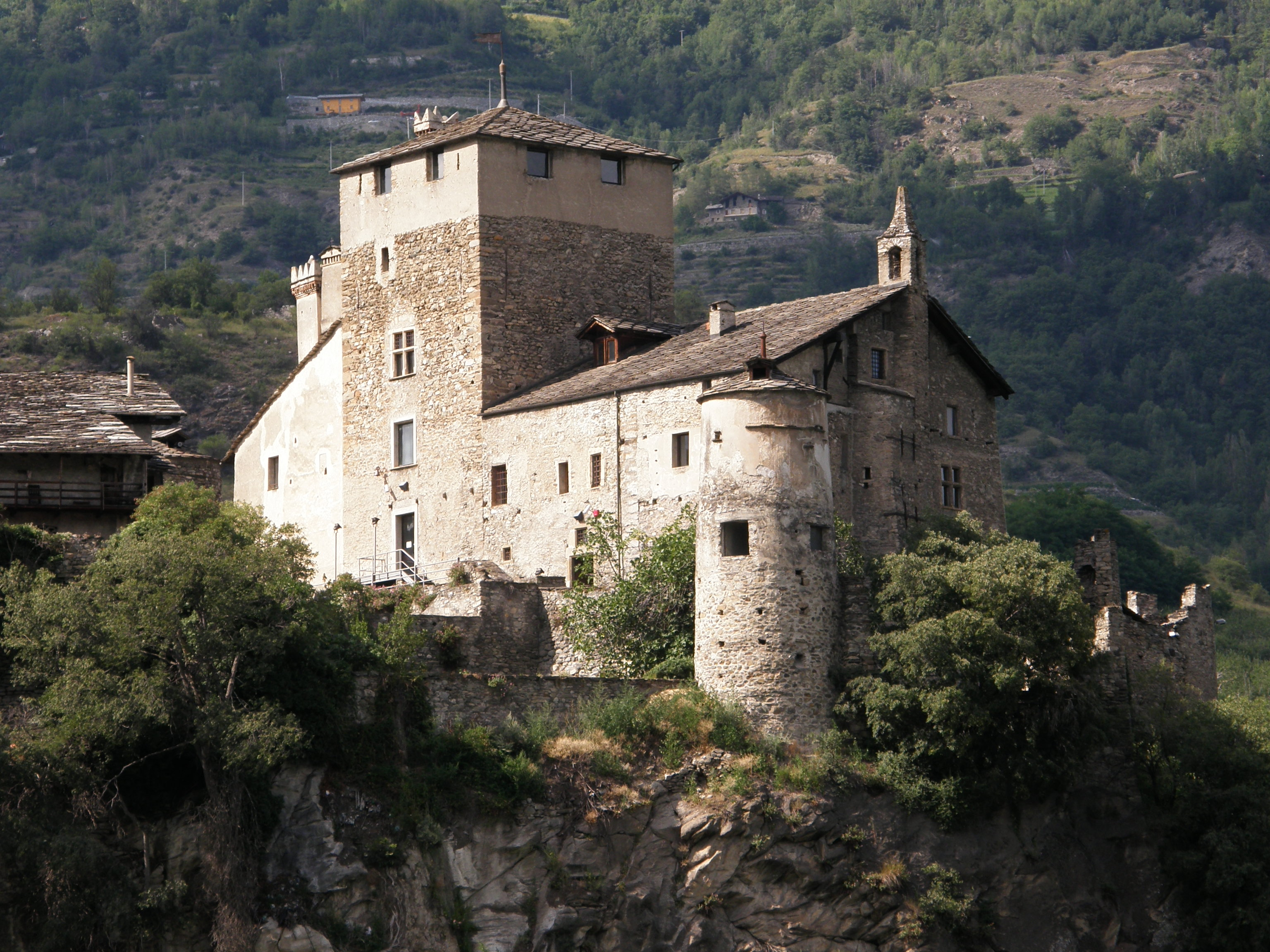
Il lato sulla Dora

Il castello, appartenuto fino agli inizi del Novecento alla famiglia Sarriod de La Tour, si presenta oggi come un insieme di edifici risalenti ad epoche diverse addossati uno all'altro e protetti da una cinta muraria.
All'antico donjon centrale a pianta quadrata, risalente sicuramente a prima del XIV secolo, furono infatti aggiunti nel corso dei secoli diversi corpi di fabbrica, in virtù degli ampliamenti e delle trasformazioni della zona residenziale.
L'impianto più antico del castello riprendeva il modello tipico dei castelli primitivi valdostani, costituito da una torre centrale rappresentante il mastio del castello circondata da una cinta muraria. Il donjon di Sarriod de La Tour si colloca ad un livello intermedio tra le torri più antiche con funzione prevalentemente difensiva, come quelle dei castelli di Cly, Graines o Saint-Germain, e le torri più grandi e comode e con funzione più residenziale dell'epoca immediatamente successiva, come la tour Colin a Villeneuve o la tour des Cours a La Salle.
Contemporanea al donjon era probabilmente la cappella, situata nella parte più a sud del recinto murario, in prossimità dello strapiombo a picco sulla Dora, che alcune indagini dendrologiche hanno permesso di datare intorno alla metà del XIII secolo. Le pareti della cappella erano decorate da affreschi, frammenti dei quali sono ancora visibili.
Nel 1420 i fratelli Yblet e Jean de Sarriod divisero i loro possedimenti in due signorie distinte, separando la famiglia nei rami rispettivamente Sarriod d'Introd, con sede nel castello di Introd, e Sarriod de La Tour, a cui toccò il castello che ne prese il nome. 

Jean de Sarriod fece quindi ingrandire la preesistente torre chiamata "turris Sariodorum", aggiungendovi una serie di corpi di fabbrica e trasformandola in un castello con funzioni di rappresentanza. Ai lavori di Jean de Sarriod si devono anche la scala a chiocciola a sud est della torre e l'inserimento delle finestre crociate, tipiche del Quattrocento valdostano, del donjon.
Una seconda grande campagna di lavori fu eseguita intorno al 1470 da Antoine de Sarriod de La Tour, figlio di Jean, che trasformò e affrescò la cappella, ingrandì il corpo di fabbrica settentrionale e modificò la cinta muraria esterna munendola di torri difensive.
Nei secoli successivi furono aggiunti ulteriori edifici e corpi di fabbrica, come la torre piccionaia del XVI secolo, che diedero al maniero l'attuale aspetto irregolare e disordinato ma allo stesso tempo ricco di fascino. 

Il castello rimase proprietà dei Sarriod de la Tour fino al 1923, anno della morte dell'ultima discendente della famiglia, Christine. Passò quindi al senatore Bensa di Genova e dal 1970 è di proprietà dell'Amministrazione Regionale, che lo ha aperto al pubblico nel 2003.

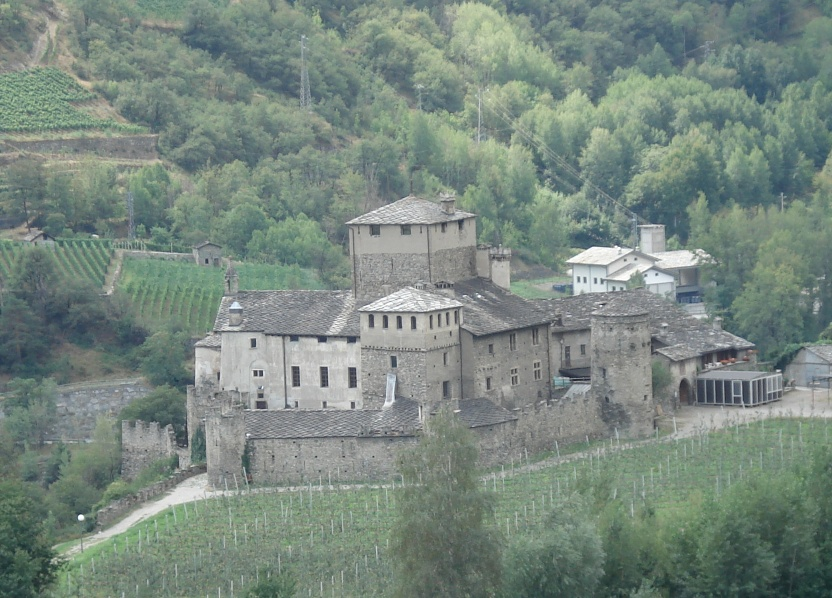
Il castello Sarriod de La Tour.

## Il castello

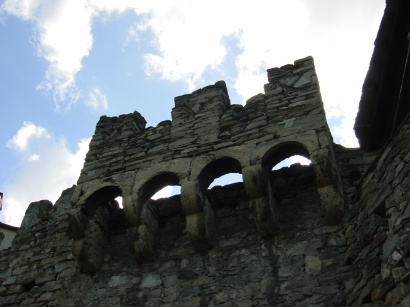
Particolare della caditoia che sovrasta l'ingresso del castello

Guardandolo dall'alto del castello di Saint-Pierre, il castello Sarriod de La Tour appare come un insieme irregolare di edifici circondati da una cinta muraria, situato in una zona pianeggiante un po' al di fuori del centro abitato e vicino alla Dora Baltea.
Portandosi alla destra del fiume è possibile notare come la posizione del castello non sia così priva di difese naturale, e che i lati di sud est poggiano su uno sperone roccioso a strapiombo sulla Dora.
Per entrare nel castello bisogna innanzitutto superare la cinta muraria esterna. L'originale cinta muraria del XIV secolo fu fortemente modificata dai lavori eseguiti intorno al 1470 da Antoine de Sarriod de La Tour: le mura furono munite di torrette difensive a pianta circolare e fu aperto un nuovo ingresso sul lato orientale, strategicamente più protetto. Il nuovo ingresso, da cui si accede ancora oggi, è costituito da un elegante portale a sesto acuto, sopra il quale è scolpito lo stemma dei Sarriod de la Tour, sormontato da una caditoia merlata sorretta da un doppio ordine di beccatelli.
All'interno, gli edifici più notevoli sono il massiccio donjon con le sue finestre crociate, la cappella e la cosiddetta "sala delle teste".
Originariamente uno degli edifici più antichi del castello, la cappella situata sul lato meridionale del maniero fu modificata più volte nel corso dei secoli. La struttura originale era probabilmente sormontata da un soffitto ligneo, i cui resti sono stati datati intorno al 1250, e sono ancora visibili su tre pareti alcuni frammenti di un antico ciclo pittorico risalente allo stesso periodo raffigurante episodi religiosi come l'Adorazione dei Magi, l'ingresso di Cristo a Gerusalemme e la Crocifissione. La cappella è ora sormontata da una volta barocca aggiunta nel 1700, che taglia a metà gli antichi affreschi. 

L'antico ingresso della cappella fu invece decorato tra 1478 e 1483 durante i lavori voluti da Antoine de Sarriod de La Tour, che dedicò la cappella alla Vergine e a San Giovanni Evangelista, e presenta due riquadri ancora ben conservati raffiguranti la Crocifissione di Cristo e San Cristoforo.
La "sala delle teste", situata al primo piano dell'ala settentrionale, era il salone di rappresentanza del castello e prende il nome dalla decorazione del soffitto ligneo, sorretto da una serie di mensole intagliate realizzate nel XV secolo. 
Le mensole intagliate sono in tutto 171 e raffigurano una varietà di soggetti, da volti di nobildonne e gentiluomini con copricapi all'ultima moda del tempo a figure carnevalesche, dagli animali domestici e selvatici come cani, anatre, lupi e cinghiali e creature fantastiche tra cui la sirena, l'unicorno, il drago e una serie di mostri di aspetto diabolico.

## Opere d'arte

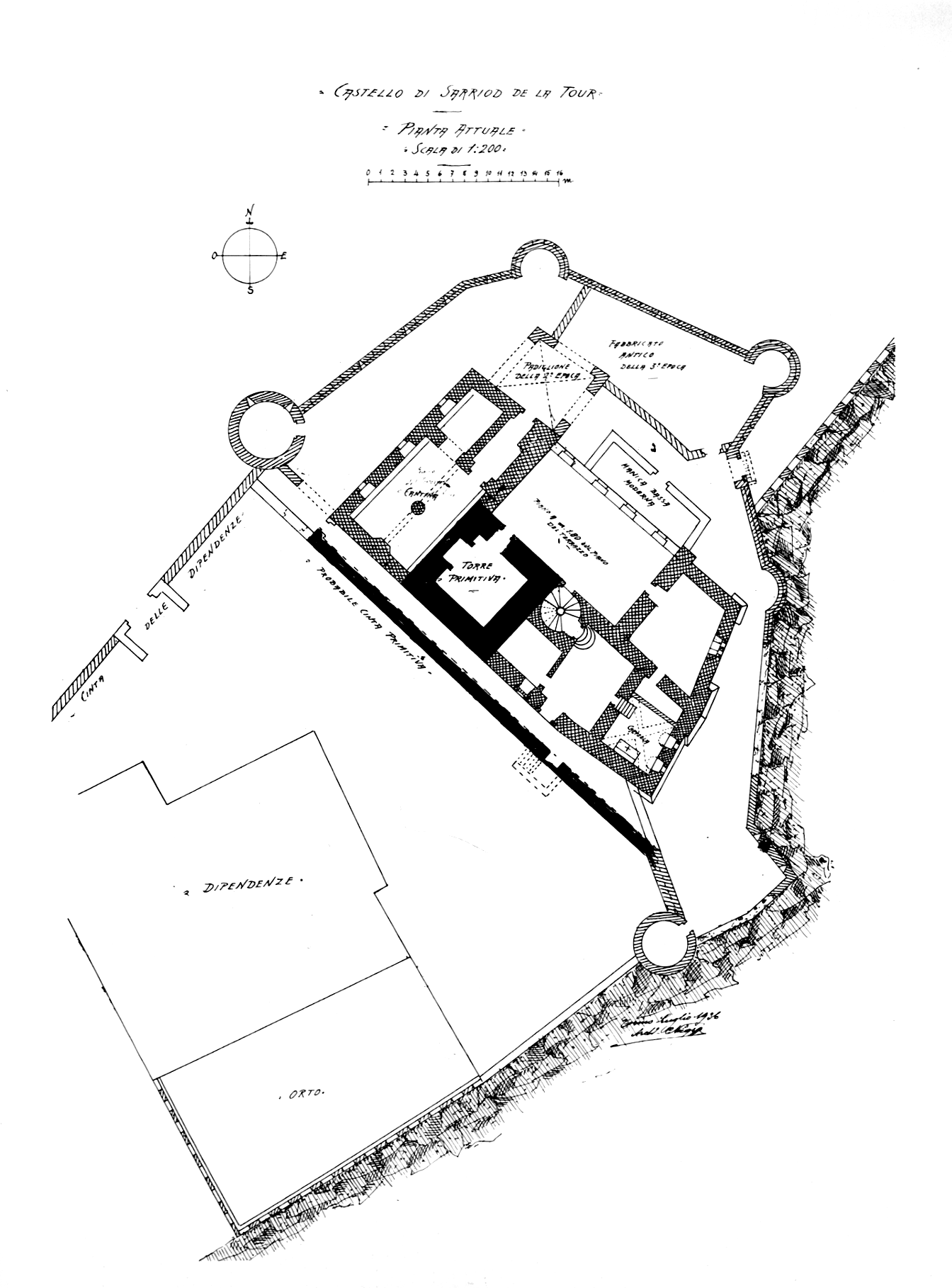
La pianta del castello (Carlo Nigra)

Come accennato, uno degli elementi di interesse del castello è dato dalle opere d'arte che esso conserva, riferite ad un arco di tempo che va dalla metà del XIII alla fine del XV secolo.
Gli affreschi più antichi si trovano nella cappella del castello, costruita al piano terra della torre meridionale, le cui pareti furono interamente affrescate verso il 1250. Si tratta di un ciclo pittorico riportato alla luce solo in tempi recenti che si presenta, in modo alquanto frammentario, su tre pareti della cappella, sopra o sotto la volta fatta edificare nel Settecento per abbassare l'aula originaria; la "picchiettatura" effettuata ai tempi dell'edificazione della volta, per consentire all'intonaco di meglio aderire alle pareti, ha reso precari gli affreschi posti più in basso; meglio si sono conservati gli affreschi sopra la volta. Si riconoscono, nel locale sotto la volta, una Adorazione dei Magi (con la Madonna in trono raffigurata secondo l'antica iconografia della Sedes Sapientiae) e negli strombi di una finestra due "figure di Sante" (quella di destra è la Maddalena), sotto le quali figure prese a prestito dai bestiari medievali: due sirene dalla coda bifida e la inconsueta rappresentazione del "grillo parlante", che ricorda un blemma. Sopra la volta, si riconoscono i frammenti di una Crocifissione; la parte superiore della scena dell' Ingresso di Cristo a Gerusalemme e le Teste di quattro santi (forse il frammento di un'Ultima Cena); poi frammenti con gli Strumenti della Passione ed una raffigurazione dell'Inferno.
Il ciclo rappresenta una delle rare testimonianze della prima pittura gotica in Valle d'Aosta. L'ignoto autore degli affreschi, convenzionalmente chiamato "Maestro di Saint-Pierre", appartiene verosimilmente allo stesso atelier che ha realizzato gli affreschi coevi della chiesa antica di Santa Maria Assunta.
Su una quarta parete della cappella che fu molto probabilmente riedificata nei primi decenni del XV secolo si riconoscono, sopra la volta barocca, i resti di un affresco con San Michele Arcangelo e Santa Margherita; l'autore è un pittore dell'area eporediese, già dubitativamente indicato in Giacomino da Ivrea.
Altri affreschi, databili in anni a ridosso del 1478, furono eseguiti nel vano che immette nella cappella del castello su incarico di Antoine Sarriod de La Tour dopo la sua decisione di riconsacrare l'antica cappella. Sono visibili due dipinti di alta qualità raffiguranti una Crocifissione con un Cristo che richiama pateticamente alla mente le sculture lignee presenti nelle chiese valdostane, ed un San Cristoforo dal volto sofferente che incede imponente su quello che pare un laghetto alpino popolato da una grande moltitudine di pesci, mentre il Bambino s'aggrappa teneramente ai suoi capelli. I due affreschi sono opera di un ignoto artista – al quale è stato dato il nome di "Maître d'Antoine de Sarriod de La Tour" – che si muove nell'ambito di quella scuola franco-piemontese che si connota per lo sforzo di assimilazione del linguaggio della pittura fiamminga, anche sulla scia dei dipinti approdati a Chieri sin dalla prima metà del XV secolo.

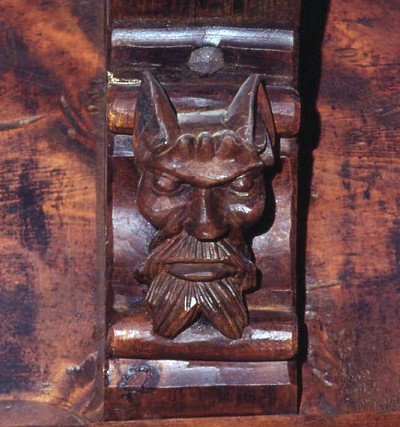
Salone principale, mensola scolpita, 1432 ca.

Nel salone principale del castello, situato al primo piano dell'ala settentrionale, si può osservare un lavoro di intaglio di grande pregio ed interesse per la storia della scultura lignea in Valle d'Aosta. Si tratta del soffitto del salone costellato da una serie di mensole intagliate con figure di forma diversa che decorano i punti di intersezione con le travi: esse giustificano l'appellativo di "sala delle teste" dato alla stanza. 

Sono complessivamente 171 le figure intagliate che compongono una sorprendente varietà di soggetti: ai volti di nobildonne e gentiluomini con copricapi all'ultima moda si alternano grottesche figure carnevalesche e creature fantastiche che paiono derivate da un bestiario medievale. 

Si è osservato che:
(E. Rossetti Brezzi (a cura di ), Fragmenta picta, op. cit. pag. 34)
Il soffitto fu realizzato intorno al 1432; sono riconoscibili gli interventi di due diversi intagliatori di cui almeno uno - quello che predilige figure con tratti fisionomici marcati - richiama alla mente gli intagli - in particolare nelle "misericordie" - realizzate nella seconda metà del XV secolo negli stalli del coro presenti nella Cattedrale di Aosta. Si è ipotizzato che Jean de Chetro, intagliatore valdostano attivo nella cattedrale, abbia compiuto il suo apprendistato proprio nell'atelier che ha realizzato la "sala delle teste".

## Fragmenta Picta
In occasione dell'apertura al pubblico nel 2003 all'interno del castello è stata allestita una mostra denominata "Fragmenta picta", che raccoglie antichi frammenti di pitture ritrovati durante i lavori di scavo nel castello di Quart. La visita all'interno del castello segue quindi il percorso della mostra.